# Тиуновское святилище
Тиуновское святилище — археологический памятник в Тарногском сельском поселении Тарногского района Вологодской области России.
Памятник открыт в 1985 году вологодским археологом и краеведом Иваном Никитинским близ деревни Тиуновской (бассейн реки Кокшеньги). По сообщениям местных жителей Никитинскому стало известно, что в полукилометре от речки Коржа находится большой «камень с крестами». 

Фрагмент камня

Тиуновское святилище представляет собой комплекс из двух больших камней, расположенных в начале восточного склона возвышенности. Первый камень, куполообразный, трапециевидный в плане, имеет южное основание трапеции 3 м, северное 1,9 м, высоту 2,4 м. В 0,9 м от него находится второй камень со склоном к северу максимальным поперечником до 1,9 м.  
На камень нанесено три надписи на кириллице. Рядом специалистов кириллические надписи датируются концом XIV — началом XVI века. Имеются также петроглифические символы. 